# Andrzej Furman
Andrzej Zbigniew Furman (ur. 5 kwietnia 1951 w Pabianicach) – polski przedsiębiorca farmaceutyczny, filantrop, twórca ogrodu Aflopark.

## Życiorys
Furman jest absolwentem ekonomii na Uniwersytecie Łódzkim. Po studiach pracował jako nauczyciel w Pabianicach. Tam w latach 80. XX w. podjął pracę w zakładach farmaceutycznych „Polfa” jako zastępca głównego księgowego, a następnie jako główny księgowy. Odszedł z firmy pod koniec lat 80., a następnie założył biuro doradztwa finansowego Abakus, tworzące analizy finansowe dla przedsiębiorstw farmaceutycznych „Polfa” w Polsce. Z czasem zmienił profil swojej działalności na handel hurtowy lekami, przemianowując nazwę firmy na „Aflopa”. W 1993 firma rozpoczęła własną produkcję, z czasem zmieniając nazwę na „Aflofarm”, osiągając status jednej z największych firm na polskim rynku w kategorii leków bez recepty, jednocześnie sprzedając również leki na receptę i zatrudniając około 1 tys. pracowników. W 2006 Furman przekazał firmę synom, pozostając członkiem jej rady nadzorczej, osiągając obroty roczne w wysokości około 200 mln zł. W 2018 forma osiągnęła obroty wielkości około 800 mln zł.

### Działalność filantropijna
Furman jest prezesem Fundacji „My kochamy Pabianice”, powstałą w 2011 roku z jego inicjatywy, prowadzącą działalność charytatywną na rzecz mieszkańców powiatu pabianickiego i Pabianic. W 2012 fundacja pod jego zarządem została sponsorem strategicznym Pabianickiego Klubu Koszykówki’99, wspiera Stowarzyszenie Abstynentów „Granica”, Centrum Pomocy Rodzinie św. Brata Alberta, obejmuje mecenatem zespół „Quinteto El Tango” oraz skrzypaczkę Patrycję Młynarską. Funduje wydarzenia, m.in.: koncert Andrzeja Garczarka w kościele ewangelickim świętych Piotra i Pawła w Pabianicach i festiwal „Muzyka Świata” w Pabianicach, festyny rodzinne, wspiera obchody 50-lecia powstania Towarzystwa Przyjaciół Pabianic. Ponadto wspomaga Gminny Dom Kultury i bibliotekę w Ksawerowie, remonty przedszkoli oraz pacjentów Pabianickiego Centrum Medycznego i osoby z niepełnosprawnością.
Ponadto od 1988 Furman wspiera działalność Polskiego Czerwonego Krzyża i Ruchu Honorowego Krwiodawstwa Polskiego Czerwonego Krzyża w Pabianicach. Przekazał dary i środki finansowe o wartości kilkudziesięciu tysięcy złotych na rzecz krwiodawstwa w powiecie pabianickim, w tym na organizację II, III i IV Powiatowej „Wampiriady Sportowej” (2008, 2010 i 2012). Za wspieranie PCK został odznaczony Odznaką Honorową PCK I stopnia (2017).
Przy udziale wsparcia finansowego Furmana wyremontowano kościół św. Mateusza Apostoła i Ewangelisty i św. Wawrzyńca Męczennika w Pabianicach i utworzono w nim witraż, wyremontowano park im. Juliusza Słowackiego w Pabianicach, dokonano renowacji starodrzewu na cmentarzu ewangelickim w Pabianicach. Ponadto Furman zrealizował remont fabryki Towarzystwa Akcyjnego Manufaktur Braci Baruch w Pabianicach i otworzył w niej hotel „Fabryka Wełny”.

### Ogród Aflopark
W 2019 Furman wraz z żoną Grażyną Furman założył prywatny ogród-park o powierzchni 5 ha, w którym rośnie nawet 50 tys. tulipanów, 170 odmian piwonii, 180 odmian mięty oraz liczne drzewa owocowe. Teren jest otwarty dla zwiedzających. W 2021 w parku Lech Wałęsa posadził „Dąb Wolności”, a ofiarowana przez byłego prezydenta koszulka z napisem „Konstytucja” i szpadel użyty do wkopania drzewa, zostały zlicytowane kolejno za 150 tys. i 25 tys., a pieniądze z licytacji przekazano na rzecz Fundacji Gajusz. W 2022 Aleksander i Jolanta Kwaśniewscy posadzili cisy nazwane „Miłość” i „Demokracja”. Ponadto w parku eksponowane są rzeźby i instalacje artystyczne Roksany Kularskiej-Król, Sebastiana Kularskiego (duet Robosexi) oraz organizowany jest plenerowy przegląd muzyczny Bloom Festival.

### Życie prywatne
Żoną Furmana jest Grażyna Furman, z którą ma trzech synów – Jacka, Wojciecha i Tomasza Furmanów – przedsiębiorców, kontynuujących zarządzanie firmą „Aflofarm”. W 2023 roku byli plasowani na 12. miejscu na liście najbogatszych Polaków magazynu Forbes, zajmując jednocześnie 1. miejsce wśród najbogatszych na terenie województwa łódzkiego.

## Odznaczenia
- „Kryształowa Róża” – nagroda przyznawana przez gminę Ksawerów, podczas Uroczystego Spotkania z Przedsiębiorcami, w podziękowaniu za wsparcie organizacyjne, finansowe, rzeczowe oraz zaangażowanie w życie społeczności gminy Ksawerów (2014, 2019)[8]
- Zasłużony dla powiatu Pabianickiego (2015)[7]
- Odznaka Honorowa PCK I stopnia (2 XII 2017)[9]